# Sébastien Couanier de Launay
Pour les articles homonymes, voir Launay.
Sébastien ou Etienne-Louis Couanier de Launay (né le 21 janvier 1821 à Laval, mort le 19 novembre 1894 à Laval) est un prêtre et historien mayennais. Il est aussi désigné sous le nom de Le chanoine Couanier de Launay.

## Biographie
Fils et petit-fils de négociants de Laval, il est affilié à l'ecclésiastique et écrivain Claude-Henri Couanier des Landes. Il se marie le 16 octobre 1843 avec Rosalie Boullier, dont il a 6 enfants. 
Il fait partie avec Guillaume-François d'Ozouville du comité de projet d'érection d'un évêché à Laval, dont il est le secrétaire. 
Il est devenu prêtre après son veuvage en 1865. Il est curé de Château Gontier en 1876.
Chanoine honoraire de Laval, Vice-Président de la Commission Historique et Archéologique de la Mayenne, il prend de son vivant des mesures assurant après sa mort, à la Bibliothèque de Laval, la possession d'une importante collection de pièces, tant imprimées que manuscrites et relatives à l'histoire locale, qui étaient sa propriété. Cet ensemble de documents, qui constitue le Fonds Couanier sera exploité par Alphonse-Victor Angot, pour son Dictionnaire de la Mayenne.
La correspondance éditée par l'Abbé Angot dans les Abbé Angot, « Mémoires épistolaires », sur Gallica, Paris et Laval, A. Picard et A. Goupil, 1896 (consulté le 29 février 2016), p. 7 provient du Fonds Couanier.
Une rue porte le nom de Couanier de Launay à Laval.
Il est inhumé au Cimetière de Vaufleury à Laval.

## Publications
- De l'Érection d'un siège épiscopal à Laval, 1855
- Fête de l'intronisation de Mgr Wicart, premier évêque de la Mayenne, 1855
- Histoire de Laval 815-1855, Godbert, Laval, 1856
- Petite géographie statistique et historique du département de la Mayenne, 1866
- Vie de saint Siviard, abbé d'Anille, 1884
- Mois de Marie du diocèse de Laval, 1886
- Histoire des Religieuses hospitalières de Saint-Joseph (France et Canada), Société Générale de Librairie Catholique, 1887
- Vie de Mgr C. Wicart, premier évêque de Laval, et histoire de l'érection de cet évêché, Chailland, 1888, 652 p.
- Avénières, cher et saint Pèlerinage de Laval. Nouvelle histoire, Chailland, 1895, 95 p.